# 跑馬廳公寓

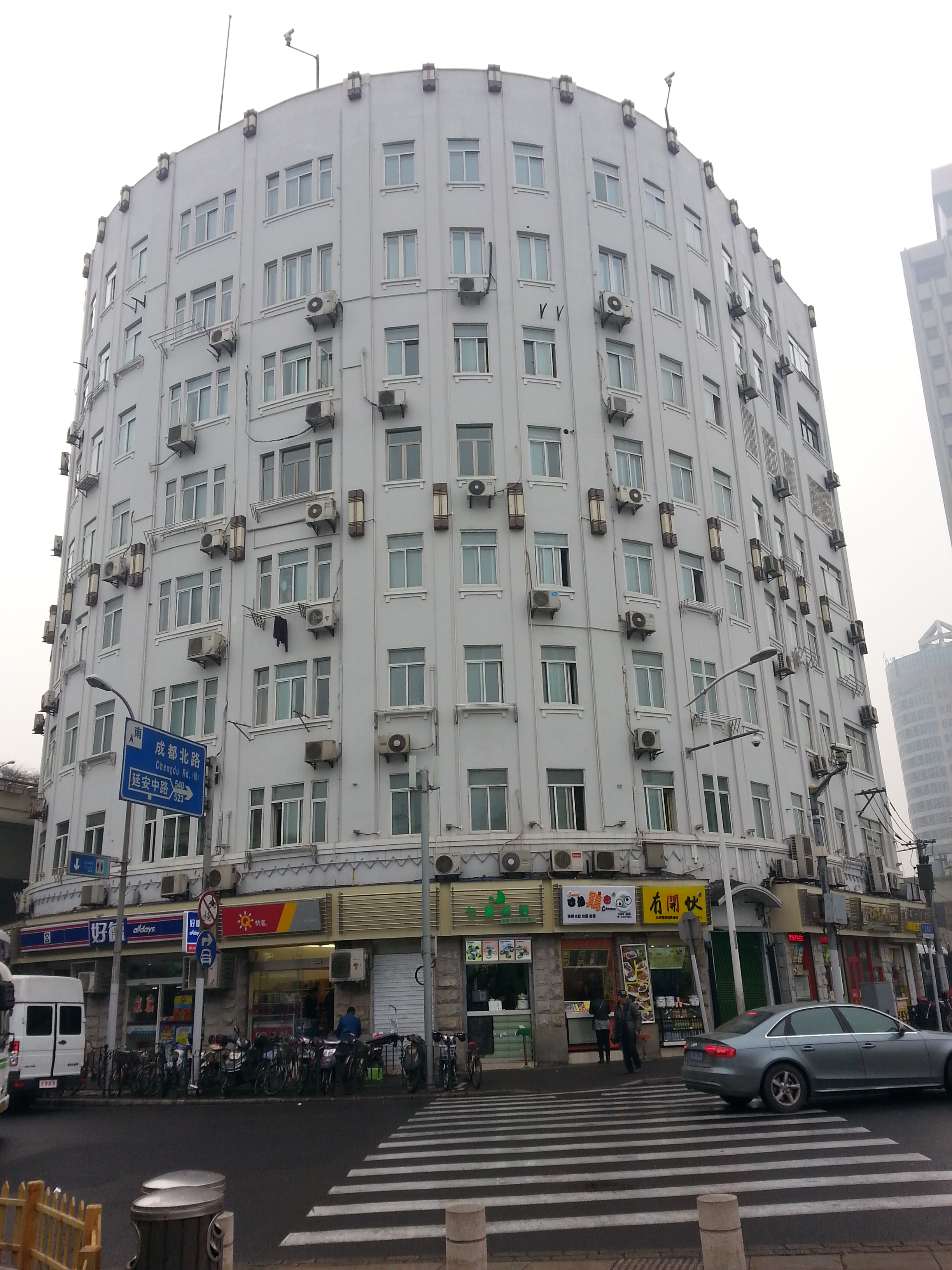

跑馬廳公寓，又稱年紅公寓、延安公寓，是上海市的一座公寓建築。跑馬廳公寓位於延安東路1060號，得名於附近的跑馬廳。樓高八層，興建於1932年。在興建延安路高架橋時，該建築曾被列入拆遷對象，但後來得以倖存。